# Orruaga
La playa Orruaga está situada muy próxima a la carretera existente entre Guetaria y Zumaya, en el municipio guipuzcoano de Guetaria, País Vasco (España).